# Tribu Pomptina
La tribu Pomptina (en latin classique : Pomptīna) est l'une des trente-et-une tribus rustiques de la Rome antique.
D'après Tite-Live, elle aurait été créée en 358 AUB.
D'après Festus, elle tirait son nom de Suessa Pometia, ancienne capitale des Volsques, éponyme des marais Pontins, située près d'Anxur, l'actuelle Terracine.